# Empfangshalle

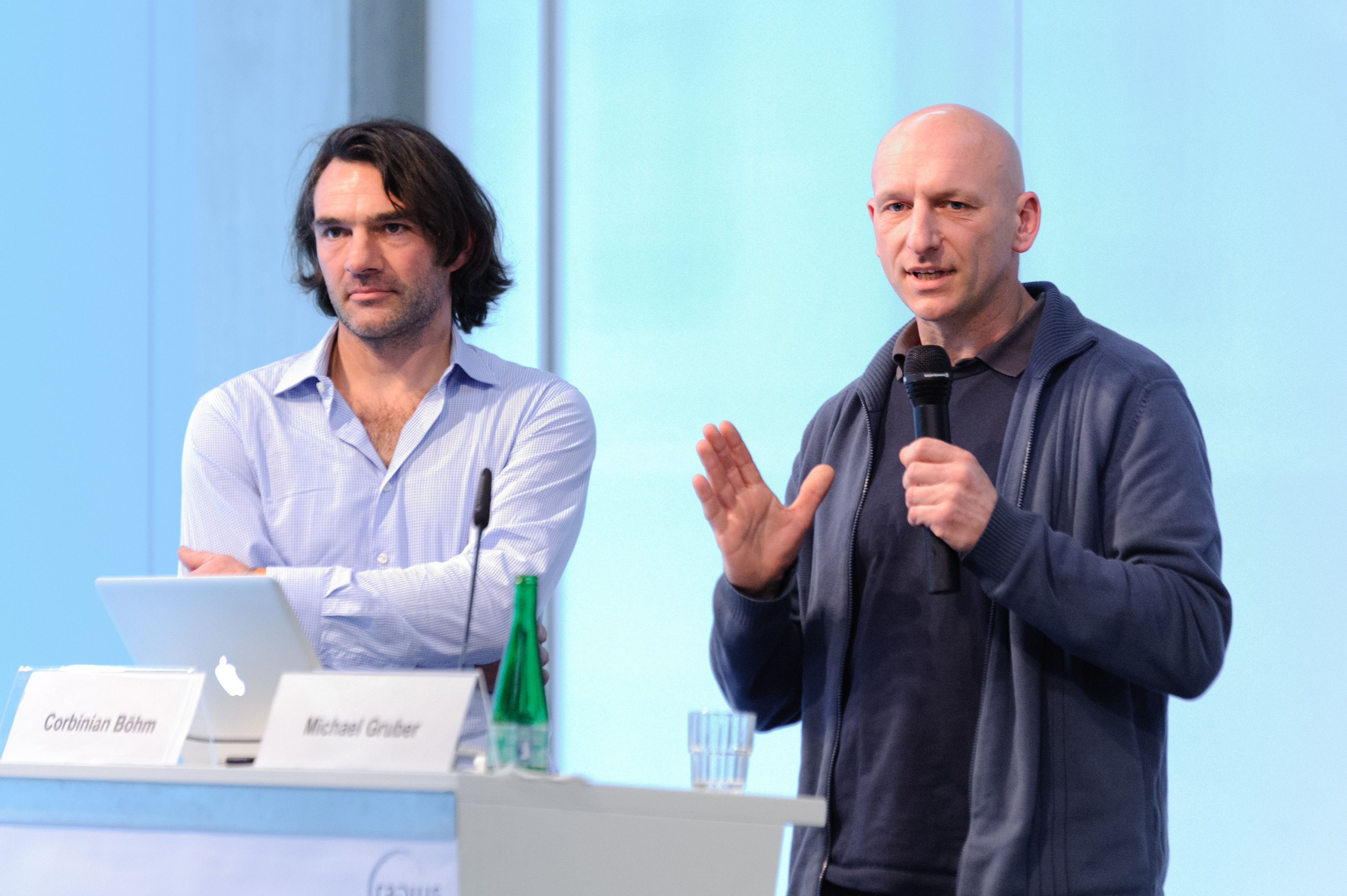
"Empfangshalle"
(Corbinian Böhm y Michael Gruber)

Empfangshalle (literalmente sala de recepción) es un duo artístico alemán fundado en 1995 en Múnich por Corbinian Böhm y Michael Gruber.
El medio de los trabajos de Empfangshalle es la sociedad. Sus acciones muchas veces se organizan en sitios públicos prominentes y no siempre son comprensibles. Así es que en la publicidad producen confusión. Un ejemplo típico fue la puesta en escena de una acción de afiches gigantes llamada [gei: hi:n ho:l] con mensajes extranjeros incomprensibles.

## Exposiciones y proyectos
(Resumen cronológico)
- 1998:
  - "Pagine per la Libertà", (páginas por la libertad) Pisa, Italia
  - "Sag lächelnd Good Bye", (di sonriendo adiós) en el cementerio viejo de Múnich
  - Proyecto de esculturas, Alentejo, Portugal

- 1999:
  - "Play", (Juega) en el cementerio viejo de Múnich

- 2000:
  - "Drei-Sekunden" (tres segundos), en la rampa enfrente del estudio de Empfangshalle en Múnich
  - "Empfangshalle macht sich ein Bild" (Empfangshalle se hace una impresión) en la Casa de Bellas Artes ("Haus der Kunst") en Múnich.
  - "Himmelfahrt" (ascensión), en el museo diocesano en Freising, Alemania
  - "Laden und Löschen" (regarcar y borrar), Piazza, casa literata en Múnich
  - "Move me", en las entradas de metro en Múnich, Núremberg y Berlín
  - "Open Art", en el foro maximilaneo en Múnich
  - "Qualitätswochen" (semanas de calidad) en la Galería Pública de Bellas Artes de Baden-Baden, Alemania

- 2001:
  - "Bitte melde Dich" (Porvafor, da seña), Brooklyn Bridge, Nueva York
  - "Loch" (hoyo), trabajo en cooperación con Haubitz&Zoche
  - "Kabûl Salonu", Estambul, Turquía

- 2002:
  - "Auf kürzestem Weg" (en el camino más corto), Galería de Artistas ('Galerie der Künstler')en Múnich
  - "Auftraggeber mit Öffentlichkeit" (cliente con publicidad) en Múnich
  - "Gelsenlos" (billete de lotería de Gelsen (kirchen))", Galería "Overtures" en Gelsenkirchen, Alemania

- 2003:
  - "Cape of Good Hope" (Cabo de Buena Esperanza), proyecto artístico en espacio público en Kuopio, Finlandia
  - "Woher Kollege Wohin Kollege" (compañero, ¿de dónde vienes?, ¿a dónde vas?), proyecto artístico en espacio público en Múnich
  - Werkschau (exposición de trabajos) en la Galería Raskolnikof en Dresde, Allemagne

- 2004:
  - Premier de "Woher Kollege Wohin Kollege" (compañero, ¿de dónde vienes?, ¿a dónde vas?), film documentario del proyecto con el mismo nombre en el museo municipal de Múnich
  - "Brot und Butter" (pan y mantequilla) en la Galería municipal en la casa "Höhmannhaus" en Augsburgo, Alemania
  - "Schichtwechsel" (cambio de turnos ) en la sala 13 de la hilandería de algodón ('Baumwollspinnerei') en Leipzig, Alemania

- 2005:
  - "Gei hin hol", [gei: hi:n ho:l], proyecto artístico en espacio público con afiches gigantes en Múnich
  - "Ein Kreuz für das 21. Jahrhundert" (un cruz para el siglo XXI), museo diocesano en Freising
  - "Willkommen in Leipzig" (Bienvenido a Leipzig), en cooperación con "zwischengrün" (entreverde), una asociación de artes de Leipzig
  - "Klopstockstr. Haus 6" (Calle Klopstock, casa número 6) en el Petulapark en Múnich

- 2006:
  - "Eröffnungsausstellung, H2 - Zentrum für Gegenwartskunst" (Exposición de la inauguración del H2) en Augsburgo
  - "as if we were alone", Arte Electrónica en Linz, Austria (31 de agosto a 5 de septiembre)
  - "Klopstockstr. Haus 6", Petulapark, Múnich
  - "Image Flux: China, Guangzhou"
  - "as if we were alone", Filmfest München

- 2007:
  - "Mobile journey", 52e Biennale de Venise
  - Fototriennale, Esslingen
  - "Woher Kollege wohin Kollege", "urban stories", Berlín

- 2008:
  - "Camp Berlin", Berlín
  - "Werkschau", Kunsthaus Raskolnikow y en Espacio público, Dresde
  - "Paradoxien des Öffentlichen", Wilhelm Lehmbruck Museum, Duisburg
  - "seesaw", estudio Dina, Berlín
  - "3+2=4" DG Deutsche Gesellschaft für christliche Kunst, Múnich
  - "Golden Gate" Kunst am Bau proyecto, Neues Schulzentrum, Fürstenfeldbruck
  - "Seaplay" China Cup, instalación en la playa, Shenzhen
  - "Wanderarbeiter" Shenzhen, producto de vídeo y espectáculo con trabajadores

- 2009:
  - "Art on Site" NCCA Moskau y Instituto Goethe, Kaliningrad, Rusia
  - "Beauty and the beast" tercer Biennale de Moscú, Rusia
  - "Kunst zur Arbeit" Opelvillen, Rüsselsheim
  - "The Benjamin Project" Gallery Diet, Miami
  - "Paradiso" en el museo diocesano en Freising, Alemania
  - "Wanderarbeiter" Shenzhen, producto de vídeo y performance con obreros

- 2010:
  - "The Benjamin Project", exhibtion individual, He Xiangning Art Museum, Shenzen, China

- 2011:
  - "Hinterm Horizont", la realización de "Kunst es Bau" concepto para la Justizvollzugsanstalt Heidering, Berlín, Alemania
  - "taggen" al KIOSK FRee, Sendlinger Tor, Múnich
  - "Isar Peak", en el marco de "transformaciones", Galerie Kampl, Múnich

- 2012:
  - "arabian countdown", trabajo temporal en la Rotonda del Pinakothek der Moderne, Munich, Alemania[3]